# فهرست ورزشگاه‌های اروپا بر پایه ظرفیت
این مقاله فهرستی از ورزشگاه‌های اروپا بر پایه ظرفیت است.

## ورزشگاه فعلی: ظرفیت ۲۵۰۰۰ یا بیشتر

### ظرفیت بیش از ۸۰٬۰۰۰
| No. | نام                      | ظرفیت                                                               | شهر               | کشور          | مستاجر/یادداشت | ساخت | رده‌بندی یوفا |
| --- | ------------------------ | ------------------------------------------------------------------- | ----------------- | ------------- | --- | ---- | ------------ |
| ۱   | ورزشگاه نیوکمپ           | 99,354                                                              | بارسلون           | اسپانیا       | باشگاه فوتبال بارسلونا، تیم ملی فوتبال کاتالونیا (selected matches). جام ملت‌های اروپا ۱۹۶۴ venue, جام جهانی فوتبال ۱۹۸۲ venue, بازی‌های المپیک تابستانی ۱۹۹۲ venue. 1989 and 1999 لیگ قهرمانان اروپا finals venue. | 1957 | 4            |
| ۲   | ورزشگاه ومبلی            | 90,000                                                              | لندن              | انگلستان      | اتحادیه فوتبال انگلستان، تیم ملی فوتبال انگلستان. 2011, 2013 and 2023 لیگ قهرمانان اروپا final venue, UEFA Euro 2020 Final venue. لیگ ملی فوتبال (select away games annually) | 2007 | 4            |
| ۳   | ورزشگاه کروک پارک        | 82,300 73,500 (seated)                                              | دوبلین            | جمهوری ایرلند | Gaelic Athletic Association. Hurling Championship and Football Championship finals venue. NHL and NFL finals venue. 2003 Special Olympics World Summer Games opening and closing ceremonies venue. The تیم ملی فوتبال جمهوری ایرلند home matches (2007–2009). Hosted پاپ فرانسیس on his 2018 visit to Ireland.            | ۱۸۸۴ |              |
| ۴   | ورزشگاه توییکنهام        | 82,000                                                              | لندن              | انگلستان      | The RFU, England national rugby union team. 1991 and 2015 جام جهانی راگبی finals venue. | ۱۹۰۹ |              |
| ۵   | ورزشگاه وستفالن          | 81,359 66,099 (seated)                                              | دورتموند          | آلمان         | باشگاه فوتبال بروسیا دورتموند، تیم ملی فوتبال آلمان (selected matches). جام جهانی فوتبال ۱۹۷۴ and جام جهانی فوتبال ۲۰۰۶ venue, جام ملت‌های اروپا ۲۰۲۴ venue, فینال جام یوفا ۲۰۰۱ venue. Stadium uses retractable seating.                                                                                                  | 1974 | 4            |
| ۶   | ورزشگاه سانتیاگو برنابئو | 81,044                                                              | مادرید            | اسپانیا       | باشگاه فوتبال رئال مادرید، تیم ملی فوتبال اسپانیا. فینال جام ملت‌های اروپا ۱۹۶۴ venue, فینال جام جهانی فوتبال ۱۹۸۲ venue, فینال جام لیبرتادورس ۲۰۱۸ venue. 1957, 1969, 1980 and 2010 لیگ قهرمانان اروپا finals venue. | 1947 | 4            |
| ۷   | ورزشگاه استاد دو فرانس   | 80,698 (field) 75,000 (athletics)                                   | سن-دنی، سن-سن-دنی | فرانسه        | تیم ملی فوتبال فرانسه، France national rugby union team. جام جهانی فوتبال ۱۹۹۸ venue, جام کنفدراسیون‌ها ۲۰۰۳ venue, 2007 Rugby World Cup venue, جام ملت‌های اروپا ۲۰۱۶ venue, 2023 Rugby World Cup venue, بازی‌های المپیک تابستانی ۲۰۲۴ venue. 2000 and 2006 لیگ قهرمانان اروپا finals venue. مسابقات جهانی دو و میدانی ۲۰۰۳ | 1998 | 4            |
| ۸   | ورزشگاه سن سیرو          | 80,018 (maximum) 78,275 (current maximum) 75,923 (limited capacity) | میلان             | ایتالیا       | باشگاه فوتبال آ.ث. میلان and باشگاه فوتبال اینتر میلان. جام جهانی فوتبال ۱۹۹۰ venue. 1965, 1970, 2001 and 2016 لیگ قهرمانان اروپا finals venue. | ۱۹۲۶ | 4            |

### ظرفیت ۷۰٬۰۰۰ – ۸۰٬۰۰۰
| No. | نام                   | ظرفیت                  | شهر      | کشور     | مستاجر/یادداشت | ساخت | رده‌بندی یوفا |
| --- | --------------------- | ---------------------- | -------- | -------- | --- | ---- | ------------ |
| ۹   | ورزشگاه لوژنیکی       | 78,011                 | مسکو     | روسیه    | تیم ملی فوتبال روسیه*. بازی‌های المپیک تابستانی ۱۹۸۰ venue, فینال جام جهانی فوتبال ۲۰۱۸ venue. فینال لیگ قهرمانان اروپا ۲۰۰۸ venue. | ۱۹۵۶ | 4            |
| ۱۰  | ورزشگاه المپیک آتاترک | ۷۶٬۱۴۵                 | استانبول | ترکیه    | تیم ملی فوتبال ترکیه* 2005 and 2021 لیگ قهرمانان اروپا finals venue. | 2001 | 4            |
| ۱۱  | ورزشگاه المپیک آتن    | 75,000                 | آتن      | یونان    | تیم ملی فوتبال یونان، باشگاه فوتبال آ. ا. ک آتن and باشگاه فوتبال پاناتینایکوس بازی‌های المپیک تابستانی ۲۰۰۴ venue. 1983, 1994 and 2007 لیگ قهرمانان اروپا finals venue.                                                                       | 1982 | 4            |
| ۱۲  | ورزشگاه آلیانتس آرنا  | 75,000 (nd) 70,000 (d) | مونیخ    | آلمان    | باشگاه فوتبال بایرن مونیخ. جام جهانی فوتبال ۲۰۰۶ venue, جام ملت‌های اروپا ۲۰۲۴ venue. فینال لیگ قهرمانان اروپا ۲۰۱۲ venue. Stadium uses retractable seating.                                                                                   | 2005 | 4            |
| ۱۳  | ورزشگاه الدترافورد    | 74,994                 | منچستر   | انگلستان | باشگاه فوتبال منچستر یونایتد جام جهانی فوتبال ۱۹۶۶ venue, جام ملت‌های اروپا ۱۹۹۶ venue. فینال لیگ قهرمانان اروپا ۲۰۰۳ venue. | 1910 | 4            |
| ۱۴  | ورزشگاه المپیک برلین  | 74,649                 | برلین    | آلمان    | باشگاه فوتبال هرتابرلین. بازی‌های المپیک تابستانی ۱۹۳۶ venue, فینال جام جهانی فوتبال ۲۰۰۶ venue, جام ملت‌های اروپا ۲۰۲۴ venue. فینال لیگ قهرمانان اروپا ۲۰۱۵ venue.                                                                             | 1936 | 4            |
| ۱۵  | ورزشگاه میلنیوم       | ۷۴٬۵۰۰                 | کاردیف   | ولز      | Welsh Rugby Union. 1999 Rugby World Cup Final venue. فینال لیگ قهرمانان اروپا ۲۰۱۷ venue. | 1999 | 4            |
| ۱۶  | ورزشگاه المپیک رم     | 70,634                 | رم       | ایتالیا  | باشگاه فوتبال آ.اس. رم، باشگاه فوتبال لاتزیو، Italy national rugby union team. بازی‌های المپیک تابستانی ۱۹۶۰ venue, فینال جام جهانی فوتبال ۱۹۹۰ venue, جام ملت‌های اروپا ۲۰۲۰ venue. 1977, 1984, 1996 and 2009 لیگ قهرمانان اروپا finals venue. | 1930 | 4            |
| ۱۷  | ورزشگاه المپیسکی      | 70,050                 | کی‌یف     | اوکراین  | تیم ملی فوتبال اوکراین*, باشگاه فوتبال دینامو کی‌یف. فینال جام ملت‌های اروپا ۲۰۱۲ venue. فینال لیگ قهرمانان اروپا ۲۰۱۸ venue. | 2011 | 4            |

### ظرفیت ۶۰٬۰۰۰ – ۷۰٬۰۰۰
| No. | نام                         | ظرفیت                  | شهر         | کشور             | مستاجر/یادداشت | ساخت | رده‌بندی یوفا |
| --- | --------------------------- | ---------------------- | ----------- | ---------------- | --- | ---- | ------------ |
| ۱۸  | ورزشگاه المپیک مونیخ        | 69,250                 | مونیخ       | آلمان            | Athletics. بازی‌های المپیک تابستانی ۱۹۷۲ venue. 1979, 1993 and 1997 لیگ قهرمانان اروپا finals venue. | ۱۹۷۲ |              |
| ۱۹  | ورزشگاه المپیک باکو         | 68,700                 | باکو        | جمهوری آذربایجان | تیم ملی فوتبال جمهوری آذربایجان، باشگاه فوتبال قره‌باغ. فینال لیگ اروپا ۲۰۱۹, جام ملت‌های اروپا ۲۰۲۰ venue. | 2015 | 4            |
| ۲۰  | ورزشگاه متروپولیتانو        | ۶۷٬۷۰۳                 | مادرید      | اسپانیا          | باشگاه فوتبال اتلتیکو مادرید. فینال لیگ قهرمانان اروپا ۲۰۱۹ venue. | 2017 | 4            |
| ۲۱  | ورزشگاه ولودروم             | ۶۷٬۳۹۴                 | مارسی       | فرانسه           | باشگاه فوتبال المپیک مارسی. جام جهانی فوتبال ۱۹۳۸ venue, جام ملت‌های اروپا ۱۹۶۰ venue, جام ملت‌های اروپا ۱۹۸۴ venue, جام جهانی فوتبال ۱۹۹۸ venue, 2007 Rugby World Cup venue, جام ملت‌های اروپا ۲۰۱۶ venue, 2023 Rugby World Cup venue. | 1937 | 4            |
| ۲۲  | ورزشگاه فرنتس پوشکاش (۲۰۱۹) | ۶۷٬۲۱۵                 | بوداپست     | مجارستان         | تیم ملی فوتبال مجارستان، جام ملت‌های اروپا ۲۰۲۰ venue | 2019 | 4            |
| ۲۳  | ورزشگاه مورای‌فیلد           | ۶۷٬۱۴۴                 | ادینبرا     | اسکاتلند         | Scotland national rugby union team, Edinburgh Rugby | ۱۹۲۵ |              |
| ۲۴  | ورزشگاه کرستوفسکی           | ۶۷٬۰۰۰                 | سن پترزبورگ | روسیه            | باشگاه فوتبال زنیت سن پترزبورگ. جام کنفدراسیون‌ها ۲۰۱۷ venue, جام جهانی فوتبال ۲۰۱۸ venue, جام ملت‌های اروپا ۲۰۲۰ venue. | 2017 | 4            |
| ۲۵  | ورزشگاه المپیک لندن         | 66,000                 | لندن        | انگلستان         | بازی‌های المپیک تابستانی ۲۰۱۲ and بازی‌های پارالمپیک تابستانی ۲۰۱۲ as 80,000 seat athletics venue, باشگاه فوتبال وستهام یونایتد، as 60,000 seat football venue, using movable seating.                                                 | ۲۰۱۲ |              |
| ۲۶  | ورزشگاه استادیو دا لوز      | ۶۴٬۶۴۲                 | لیسبون      | پرتغال           | باشگاه فوتبال بنفیکا. فینال جام ملت‌های اروپا ۲۰۰۴ venue. فینال لیگ قهرمانان اروپا ۲۰۱۴ venue. فینال لیگ قهرمانان اروپا ۲۰۲۰ and مرحله حذفی لیگ قهرمانان اروپا ۲۰–۲۰۱۹ venue.                                                         | 2003 | 4            |
| ۲۷  | ورزشگاه تاتنهام هاتسپر      | 62,303                 | لندن        | انگلستان         | باشگاه فوتبال تاتنهام هاتسپر لیگ ملی فوتبال | ۲۰۱۹ |              |
| ۲۸  | ورزشگاه فلتینس آرنا         | 62,271 (nd) 54,142 (d) | گلزنکیرشن   | آلمان            | باشگاه فوتبال شالکه ۰۴. جام جهانی فوتبال ۲۰۰۶ venue. فینال لیگ قهرمانان اروپا ۲۰۰۴ venue. Stadium uses both retractable and movable seating.                                                                                         | 2001 | 4            |
| ۲۹  | ورزشگاه بنیتو ویامارین      | 60,720                 | سویل (شهر)  | اسپانیا          | باشگاه فوتبال رئال بتیس. جام جهانی فوتبال ۱۹۸۲ venue. | ۱۹۲۹ |              |
| ۳۰  | ورزشگاه امارات              | 60,704                 | لندن        | انگلستان         | باشگاه فوتبال آرسنال | ۲۰۰۶ |              |
| ۳۱  | ورزشگاه مرسدس بنز آرنا      | 60,469 (nd) 54,906 (d) | اشتوتگارت   | آلمان            | باشگاه فوتبال اشتوتگارت. جام جهانی فوتبال ۱۹۷۴ & جام جهانی فوتبال ۲۰۰۶ venues, جام ملت‌های اروپا ۱۹۸۸ venue. | ۱۹۳۳ |              |
| ۳۲  | ورزشگاه سلتیک پارک          | ۶۰٬۴۱۱                 | گلاسگو      | اسکاتلند         | باشگاه فوتبال سلتیک | ۱۸۹۲ |              |
| ۳۳  | ورزشگاه المپیک کمپانی لوییس | ۶۰٬۷۱۳                 | بارسلون     | اسپانیا          | Athletics. بازی‌های المپیک تابستانی ۱۹۹۲ venue. | 1927 | 4            |

### ظرفیت ۵۰٬۰۰۰ – ۶۰٬۰۰۰
| No. | نام                      | ظرفیت  | شهر            | کشور          | مستاجر/یادداشت | ساخت | رده‌بندی یوفا |
| --- | ------------------------ | ------ | -------------- | ------------- | --- | ---- | ------------ |
| ۳۴  | ورزشگاه المپیک سویا      | ۶۰٬۰۰۰ | سویل (شهر)     | اسپانیا       | Athletics, تیم ملی فوتبال اسپانیا* | 1999 | 4            |
| ۳۵  | ورزشگاه پارک المپیک لیون | ۵۹٬۱۸۶ | لیون           | فرانسه        | باشگاه فوتبال المپیک لیون. جام ملت‌های اروپا ۲۰۱۶ venue, جام جهانی فوتبال زنان ۲۰۱۹ venue, 2023 Rugby World Cup venue. فینال لیگ اروپا ۲۰۱۸ venue                                                      | 2016 | 4            |
| ۳۶  | ورزشگاه ملی ورشو         | ۵۸٬۵۸۰ | ورشو           | لهستان        | تیم ملی فوتبال لهستان. جام ملت‌های اروپا ۲۰۱۲ venue. فینال لیگ اروپا ۲۰۱۵ venue. | 2011 | 4            |
| ۳۷  | ورزشگاه سن نیکولا        | ۵۸٬۲۴۸ | باری (ایتالیا) | ایتالیا       | باشگاه فوتبال باری. جام جهانی فوتبال ۱۹۹۰ venue. فینال جام باشگاه‌های اروپا ۱۹۹۱ venue. | 1990 | 3            |
| ۳۸  | ورزشگاه فولکسپارک        | ۵۷٬۲۷۴ | هامبورگ        | آلمان         | باشگاه فوتبال هامبورگ. جام جهانی فوتبال ۱۹۷۴ & جام جهانی فوتبال ۲۰۰۶ venues, جام ملت‌های اروپا ۱۹۸۸ venue. فینال لیگ اروپا ۲۰۱۰ venue.                                                                 | 1953 | 4            |
| ۳۹  | ورزشگاه یوهان کرایف آرنا | ۵۶٬۰۹۰ | آمستردام       | هلند          | باشگاه فوتبال آژاکس آمستردام. جام ملت‌های اروپا ۲۰۰۰ & جام ملت‌های اروپا ۲۰۲۰ venue. فینال لیگ قهرمانان اروپا ۱۹۹۸ venue, فینال لیگ اروپا ۲۰۱۳ venue.                                                   | 1996 | 4            |
| ۴۰  | ورزشگاه ملی رومانی       | ۵۵٬۶۳۴ | بخارست         | رومانی        | تیم ملی فوتبال رومانی. فینال لیگ اروپا ۲۰۱۲ venue. | 2011 | 4            |
| ۴۱  | ورزشگاه ستاره سرخ        | ۵۵٬۵۳۸ | بلگراد         | صربستان       | باشگاه فوتبال ستاره سرخ بلگراد. فینال جام ملت‌های اروپا ۱۹۷۶ & فینال جام باشگاه‌های اروپا ۱۹۷۳ venue.                                                                                                   | 1963 | 4            |
| ۴۲  | ورزشگاه سیلیزیان         | 55,211 | خوژوف          | لهستان        | تیم ملی فوتبال لهستان. | 1956 | 4            |
| ۴۳  | ورزشگاه شهر منچستر       | 55,097 | منچستر         | انگلستان      | باشگاه فوتبال منچستر سیتی 2002 Commonwealth Games, 2015 Rugby World Cup venue. فینال جام یوفا ۲۰۰۸ venue.                                                                                             | 2002 | 4            |
| ۴۴  | ورزشگاه سن پائولو        | ۵۴٬۷۲۶ | ناپل           | ایتالیا       | باشگاه فوتبال ناپولی. جام جهانی فوتبال ۱۹۹۰ venue. | 1959 | 3            |
| ۴۵  | مرکور اشپیل-آرنا         | ۵۴٬۶۰۰ | دوسلدورف       | آلمان         | باشگاه فوتبال فورتونا دوسلدورف. Stadium uses retractable seating. | ۲۰۰۴ |              |
| ۴۶  | ورزشگاه دینامو آرنا      | 54,549 | تفلیس          | گرجستان       | باشگاه فوتبال دینامو تفلیس، تیم ملی فوتبال گرجستان، Georgia national rugby union team | ۱۹۷۶ |              |
| ۴۷  | ورزشگاه فرندز آرنا       | ۵۴٬۳۲۹ | استکهلم        | سوئد          | باشگاه فوتبال آی‌ای‌کی، تیم ملی فوتبال سوئد جام ملت‌های اروپای زنان ۲۰۱۳ venue. فینال لیگ اروپا ۲۰۱۷ venue.                                                                                              | 2012 | 4            |
| ۴۸  | ورزشگاه هرازدان          | 54,208 | ایروان         | ارمنستان      | باشگاه فوتبال آرارات ایروان، تیم ملی فوتبال ارمنستان | ۱۹۷۱ |              |
| ۴۹  | ورزشگاه آنفیلد           | ۵۴٬۰۷۴ | لیورپول        | انگلستان      | باشگاه فوتبال لیورپول | 1884 | 4            |
| ۵۰  | ورزشگاه بروسیا پارک      | ۵۴٬۰۶۷ | مونشن‌گلادباخ   | آلمان         | باشگاه فوتبال بروسیا مونشن‌گلادباخ. Stadium uses retractable seating. | ۲۰۰۴ |              |
| ۵۱  | ورزشگاه سن مامس          | ۵۳٬۳۳۲ | بیلبائو        | اسپانیا       | باشگاه فوتبال اتلتیک بیلبائو. جام ملت‌های اروپا ۲۰۲۰ venue. | 2013 | 4            |
| ۵۲  | ورزشگاه ارنست هاپل       | ۵۳٬۰۰۸ | وین            | اتریش         | تیم ملی فوتبال اتریش، باشگاه فوتبال راپید وین*, باشگاه فوتبال آستریا وین*. فینال جام ملت‌های اروپا ۲۰۰۸ venue. 1964, 1987, 1990 and 1995 لیگ قهرمانان اروپا finals venue.                              | 1931 | 4            |
| ۵۳  | ورزشگاه سنت جیمز پارک    | ۵۲٬۳۸۷ | نیوکاسل        | انگلستان      | باشگاه فوتبال نیوکاسل یونایتد | ۱۸۸۶ |              |
| ۵۴  | ورزشگاه ترک تلکام        | 52,223 | استانبول       | ترکیه         | باشگاه فوتبال گالاتاسرای | 2011 | 4            |
| ۵۵  | ورزشگاه دونباس آرنا      | ۵۲٬۱۸۷ | دونتسک         | اوکراین       | باشگاه فوتبال شاختار دونتسک، جام ملت‌های اروپا ۲۰۱۲ venue. Now closed due to جنگ در دونباس | 2009 | 4            |
| ۵۶  | ورزشگاه همپدن پارک       | ۵۲٬۱۰۳ | گلاسگو         | اسکاتلند      | تیم ملی فوتبال اسکاتلند، Queen's Park F.C. 1960, 1976 and 2002 لیگ قهرمانان اروپا finals venue. | 1903 | 4            |
| ۵۷  | ورزشگاه آویوا            | ۵۱٬۷۰۰ | دوبلین         | جمهوری ایرلند | Ireland national rugby union team, تیم ملی فوتبال جمهوری ایرلند، Leinster Rugby. فینال لیگ اروپا ۲۰۱۱ venue, جام ملت‌های اروپا ۲۰۲۰ venue.                                                             | 2010 | 4            |
| ۵۸  | ورزشگاه دکویپ            | ۵۱٬۵۷۷ | روتردام        | هلند          | باشگاه فوتبال فاینورد. فینال جام ملت‌های اروپا ۲۰۰۰ venue. 1972, 1982 لیگ قهرمانان اروپا venue. 1963, 1968, 1974, 1985, 1991, 1997 جام برندگان جام اروپا Final venue. 1974, فینال جام یوفا ۲۰۰۲ venue. | 1937 | 4            |
| ۵۹  | ورزشگاه کومرتسبانک آرنا  | 51,500 | فرانکفورت      | آلمان         | باشگاه فوتبال آینتراخت فرانکفورت. جام جهانی فوتبال ۲۰۰۶ venue. | ۱۹۲۵ |              |
| ۶۰  | استادیوم آتاتورک ازمیر   | 51,295 | ازمیر          | ترکیه         | Göztepe A.Ş., Altay S.K., تیم ملی فوتبال ترکیه* | ۱۹۷۱ |              |
| ۶۱  | ورزشگاه آیبروکس          | 50,817 | گلاسگو         | اسکاتلند      | باشگاه فوتبال رنجرز | ۱۸۹۹ |              |
| ۶۲  | ورزشگاه راین انرژی       | ۵۰٬۳۷۴ | کلن            | آلمان         | باشگاه فوتبال کلن. جام جهانی فوتبال ۲۰۰۶ venue. | ۲۰۰۴ |              |
| ۶۳  | ورزشگاه پیر مائوروی      | ۵۰٬۱۵۷ | لیل (فرانسه)   | فرانسه        | باشگاه فوتبال لیل. جام ملت‌های اروپا ۲۰۱۶ venue, 2023 Rugby World Cup venue | 2012 | 4            |
| ۶۴  | ورزشگاه ژوزه آلوالاد     | ۵۰٬۰۹۵ | لیسبون         | پرتغال        | باشگاه فوتبال اسپورتینگ پرتغال. جام ملت‌های اروپا ۲۰۰۴ venue. فینال جام یوفا ۲۰۰۵ venue. مرحله حذفی لیگ قهرمانان اروپا ۲۰–۲۰۱۹ venue.                                                                  | 2003 | 4            |
| ۶۵  | ورزشگاه کینگ بودوئن      | ۵۰٬۰۹۳ | بروکسل         | بلژیک         | تیم ملی فوتبال بلژیک | ۱۹۳۰ |              |
| ۶۶  | ورزشگاه دراگو            | 50,033 | پورتو          | پرتغال        | باشگاه فوتبال پورتو. جام ملت‌های اروپا ۲۰۰۴ venue, فینال لیگ ملت‌های اروپا ۲۰۱۹ venue. سوپر جام اروپا ۲۰۲۰ venue.                                                                                       | 2003 | 4            |

### ظرفیت ۴۰٬۰۰۰ – ۵۰٬۰۰۰
| No. | نام                           | ظرفیت             | شهر                  | کشور          | مستاجر/یادداشت | ساخت | رده‌بندی یوفا |
| --- | ----------------------------- | ----------------- | -------------------- | ------------- | --- | ---- | ------------ |
| ۶۷  | ورزشگاه فرانکن                | ۵۰٬۰۰۰            | نورنبرگ              | آلمان         | باشگاه فوتبال نورنبرگ. جام جهانی فوتبال ۲۰۰۶ venue. | ۱۹۲۸ |              |
| ۶۸  | Gaelic Grounds                | ۴۹٬۸۶۶            | لیمرک                | جمهوری ایرلند | Limerick GAA | ۱۹۲۸ |              |
| ۶۹  | ورزشگاه فریتز والتر           | 49,780            | کایزرسلاوترن         | آلمان         | باشگاه فوتبال کایزرسلاوترن. جام جهانی فوتبال ۲۰۰۶ venue. | ۱۹۲۰ |              |
| ۷۰  | ورزشگاه مستایا                | ۴۹٬۶۷۷            | والنسیا              | اسپانیا       | باشگاه فوتبال والنسیا. جام جهانی فوتبال ۱۹۸۲ venue. | ۱۹۲۳ |              |
| ۷۱  | ورزشگاه‌ها د ئی-آرنا           | ۴۹٬۰۰۰            | هانوفر               | آلمان         | باشگاه فوتبال هانوفر ۹۶. جام جهانی فوتبال ۲۰۰۶ venue. Stadium uses retractable seating. | ۱۹۵۴ |              |
| ۷۲  | ورزشگاه روشنایی               | ۴۹٬۰۰۰            | ساندرلند (تاین و ور) | انگلستان      | باشگاه فوتبال ساندرلند | ۱۹۹۷ |              |
| ۷۳  | ورزشگاه پارک ده پرنس          | 47,929            | Paris                | فرانسه        | باشگاه فوتبال پاری سن-ژرمن. جام جهانی فوتبال ۱۹۳۸ venue, جام ملت‌های اروپا ۱۹۶۰ venue, جام ملت‌های اروپا ۱۹۸۴ venue, جام جهانی فوتبال ۱۹۹۸ venue, 2007 Rugby World Cup venue, جام ملت‌های اروپا ۲۰۱۶ venue, جام جهانی فوتبال زنان ۲۰۱۹ venue | ۱۸۹۷ |              |
| ۷۴  | ورزشگاه شکری سراج‌اوغلو        | 47,834            | استانبول             | ترکیه         | Fenerbahçe S.K. | 2006 | 4            |
| ۷۵  | ورزشگاه سمپل                  | 45,690            | Thurles              | جمهوری ایرلند | Tipperary GAA | ۱۹۱۰ |              |
| ۷۶  | ورزشگاه ولگوگراد آرنا         | ۴۵٬۵۶۸            | ولگوگراد             | روسیه         | باشگاه فوتبال روتور ولگوگراد. جام جهانی فوتبال ۲۰۱۸ venue. | 2018 | 4            |
| ۷۷  | ورزشگاه اوتکریتیه آرنا        | 45,360            | Moscow               | روسیه         | باشگاه فوتبال اسپارتاک مسکو. جام کنفدراسیون‌ها ۲۰۱۷ جام جهانی فوتبال ۲۰۱۸ | 2014 | 4            |
| ۷۸  | ورزشگاه کازان آرنا            | ۴۵٬۱۰۵            | کازان                | روسیه         | باشگاه فوتبال روبین کازان. جام کنفدراسیون‌ها ۲۰۱۷ جام جهانی فوتبال ۲۰۱۸ | 2013 | 4            |
| ۷۹  | ورزشگاه شهری وروتسواف         | 45,105            | وروتسواو             | لهستان        | باشگاه فوتبال شلاسک وروتسواف، جام ملت‌های اروپا ۲۰۱۲ | 2011 | 4            |
| ۸۰  | ورزشگاه پاناتینایکو           | ۴۵٬۰۰۰            | آتن                  | یونان         | بازی‌های المپیک تابستانی ۱۸۹۶ venue. | ۱۸۶۹ |              |
| ۸۱  | Páirc Uí Chaoimh              | ۴۵٬۰۰۰            | کورک (ایرلند)        | جمهوری ایرلند | Cork GAA | ۱۹۷۶ |              |
| ۸۲  | ورزشگاه روستوف آرنا           | 45,000 (t) ۳۷٬۸۶۸ | روستوف-نا-دونو       | روسیه         | باشگاه فوتبال روستوف. جام جهانی فوتبال ۲۰۱۸ venue. | 2018 | 4            |
| ۸۳  | ورزشگاه کاسموس آرنا           | ۴۴٬۹۱۸            | سامارا (روسیه)       | روسیه         | باشگاه فوتبال کریلیا سووتوف سامارا. جام جهانی فوتبال ۲۰۱۸ venue. | 2018 | 4            |
| ۸۴  | ورزشگاه نیژنی نووگورود        | ۴۴٬۸۹۹            | نیژنی نووگورود       | روسیه         | FC Nizhny Novgorod. جام جهانی فوتبال ۲۰۱۸ venue. | 2018 | 4            |
| ۸۵  | ورزشگاه موردوویا آرنا         | 44,442 (t) ۲۸٬۰۰۰ | سارانسک              | روسیه         | باشگاه فوتبال موردوویا سارانسک. جام جهانی فوتبال ۲۰۱۸ venue. | 2018 | 4            |
| ۸۶  | ورزشگاه ردبول آرنا (لایپزیگ)  | ۴۴٬۳۴۵            | لایپزیگ              | آلمان         | باشگاه فوتبال لایپزیگ. جام جهانی فوتبال ۲۰۰۶ venue. | ۱۹۵۴ |              |
| ۸۷  | ورزشگاه تمساح آرنا            | ۴۳٬۷۶۱            | بورسا                | ترکیه         | باشگاه فوتبال بورسااسپور | 2015 | 4            |
| ۸۸  | ورزشگاه پی‌جی‌ئی آرنا           | ۴۳٬۶۱۵            | گدانسک               | لهستان        | باشگاه فوتبال لخیا گدانسک جام ملت‌های اروپا ۲۰۱۲ venue. 2021 UEFA Europa League Final venue. | 2011 | 4            |
| ۸۹  | Vasil Levski National Stadium | ۴۳٬۵۳۰            | صوفیه                | بلغارستان     | تیم ملی فوتبال بلغارستان | ۱۹۵۳ |              |
| ۹۰  | ورزشگاه شهری پوزنان           | 43,269            | پوزنان               | لهستان        | باشگاه فوتبال لخ پوزنان. جام ملت‌های اروپا ۲۰۱۲ venue | 1980 | 4            |
| ۹۱  | Şenol Güneş Stadium           | ۴۳٬۲۲۳            | ترابزون              | ترکیه         | باشگاه فوتبال ترابزون‌اسپور | 2016 | 4            |
| ۹۲  | Fitzgerald Stadium            | ۴۳٬۱۸۰            | کیلارنی              | جمهوری ایرلند | Kerry GAA | ۱۹۳۶ |              |
| ۹۳  | ورزشگاه آرتمیو فرانکی         | ۴۳٬۱۴۷            | فلورانس              | ایتالیا       | باشگاه فوتبال فیورنتینا. جام جهانی فوتبال ۱۹۹۰ venue. | ۱۹۳۱ |              |
| ۹۴  | ورزشگاه اولوی                 | ۴۳٬۰۰۰            | یوتبری               | سوئد          | جام جهانی فوتبال ۱۹۵۸ مسابقات جهانی دو و میدانی ۱۹۹۵ 2006 European Championships in Athletics Gothenburg derbies | ۱۹۵۸ |              |
| ۹۵  | ورزشگاه ویلا پارک             | ۴۲٬۷۸۸            | بیرمنگام             | انگلستان      | باشگاه فوتبال استون ویلا جام جهانی فوتبال ۱۹۶۶ فینال جام در جام اروپا ۱۹۹۹ | 1897 | 4            |
| ۹۶  | ورزشگاه رامون سانچز پیس‌خوان   | ۴۲٬۷۱۴            | سویل (شهر)           | اسپانیا       | باشگاه فوتبال سویا. جام جهانی فوتبال ۱۹۸۲ venue. | ۱۹۵۷ |              |
| ۹۷  | وزراشتادیون                   | ۴۲٬۵۰۰            | برمن                 | آلمان         | باشگاه ورزشی وردر برمن. Stadium uses retractable seating. | ۱۹۲۳ |              |
| ۹۸  | ورزشگاه نیو بوردو             | ۴۲٬۱۱۵            | بوردو                | فرانسه        | باشگاه فوتبال بوردو. جام ملت‌های اروپا ۲۰۱۶ venue, 2023 Rugby World Cup venue | ۲۰۱۵ |              |
| ۹۹  | MacHale Park                  | ۴۲٬۰۰۰            | کسلبار               | جمهوری ایرلند | Mayo GAA | ۱۹۳۱ |              |
| ۱۰۰ | ورزشگاه جئوفروی گویچارد       | ۴۱٬۹۶۵            | سن-اتین              | فرانسه        | باشگاه فوتبال سن-اتین. جام ملت‌های اروپا ۱۹۸۴ venue, جام جهانی فوتبال ۱۹۹۸ venue, جام کنفدراسیون‌ها ۲۰۰۳ venue, 2007 Rugby World Cup venue, جام ملت‌های اروپا ۲۰۱۶ venue, 2023 Rugby World Cup venue                                         | ۱۹۳۱ |              |
| ۱۰۱ | ورزشگاه وودافون پارک          | ۴۱٬۹۰۳            | استانبول             | ترکیه         | باشگاه فوتبال بشیکتاش | 2016 | 4            |
| ۱۰۲ | ورزشگاه استمفورد بریج         | ۴۱٬۸۴۱            | لندن                 | انگلستان      | باشگاه فوتبال چلسی | ۱۸۷۷ |              |
| ۱۰۳ | ورزشگاه یوونتوس               | ۴۱٬۵۰۷            | تورین                | ایتالیا       | باشگاه فوتبال یوونتوس فینال لیگ اروپا ۲۰۱۴ venue | 2011 | 4            |
| ۱۰۴ | ورزشگاه المپیک فیشت           | 41,220 (t) ۴۰٬۰۰۰ | سوچی                 | روسیه         | PFC Sochi. بازی‌های المپیک زمستانی ۲۰۱۴ جام کنفدراسیون‌ها ۲۰۱۷ جام جهانی فوتبال ۲۰۱۸ | 2013 | 4            |
| ۱۰۵ | ورزشگاه المپیک هلسینکی        | ۴۰٬۶۰۰            | هلسینکی              | فنلاند        | بازی‌های المپیک تابستانی ۱۹۵۲ مسابقات جهانی دو و میدانی ۱۹۸۳ مسابقات جهانی دو و میدانی ۲۰۰۵ تیم ملی فوتبال فنلاند | ۱۹۳۸ |              |
| ۱۰۶ | ورزشگاه آرسی‌دی‌ئی              | ۴۰٬۵۰۰            | بارسلون              | اسپانیا       | باشگاه فوتبال اسپانیول | 2009 | 4            |
| ۱۰۷ | ورزشگاه سن فیلیپو             | ۴۰٬۲۰۰            | مسینا                | ایتالیا       | باشگاه فوتبال مسینا | ۲۰۰۴ |              |
| ۱۰۸ | ورزشگاه متالیست               | ۴۰٬۰۰۳            | خارکیف               | اوکراین       | FC Metalist 1925 Kharkiv, جام ملت‌های اروپا ۲۰۱۲ venue | 1926 | 4            |

### ظرفیت ۳۰٬۰۰۰ – ۴۰٬۰۰۰
| No. | نام                                       | ظرفیت             | شهر              | کشور             | مستاجر/یادداشت | ساخت | رده‌بندی یوفا |
| --- | ----------------------------------------- | ----------------- | ---------------- | ---------------- | --- | ---- | ------------ |
| ۱۰۹ | ورزشگاه هیلزبورو                          | ۳۹٬۸۱۴            | شفیلد            | انگلستان         | باشگاه فوتبال شفیلد ونزدی، جام جهانی فوتبال ۱۹۶۶ venue, جام ملت‌های اروپا ۱۹۹۶ venue.                                                            | ۱۸۹۹ |              |
| ۱۱۰ | ورزشگاه گودیسون پارک                      | ۳۹٬۵۷۲            | لیورپول          | انگلستان         | باشگاه فوتبال اورتون جام جهانی فوتبال ۱۹۶۶ venue.                                                                                               | ۱۸۹۲ |              |
| ۱۱۱ | ورزشگاه آنوئتا                            | ۳۹٬۵۰۰            | سن سباستین       | اسپانیا          | باشگاه فوتبال رئال سوسیداد | ۱۹۹۳ |              |
| ۱۱۲ | ورزشگاه رناتو دلارا                       | ۳۹٬۴۴۴            | بولونیا          | ایتالیا          | باشگاه فوتبال بولونیا. جام جهانی فوتبال ۱۹۹۰ venue.                                                                                             | ۱۹۲۷ |              |
| ۱۱۳ | ورزشگاه مارک آنتونیو بنتگودی              | ۳۹٬۲۱۱            | ورونا            | ایتالیا          | باشگاه فوتبال کیه‌وو ورونا، باشگاه فوتبال هلاس ورونا جام جهانی فوتبال ۱۹۹۰ venue.                                                                | ۱۹۶۳ |              |
| ۱۱۴ | ورزشگاه مانوئل مارتینز والرو              | ۳۸٬۷۵۰            | الچه             | اسپانیا          | باشگاه فوتبال الچه. جام جهانی فوتبال ۱۹۸۲ venue.                                                                                                | ۱۹۷۶ |              |
| ۱۱۵ | ورزشگاه سنت یاکوب پارک                    | ۳۸٬۵۱۲            | بازل             | سوئیس            | باشگاه فوتبال بازل. جام ملت‌های اروپا ۲۰۰۸ venue. فینال لیگ اروپا ۲۰۱۶ venue                                                                     | 2001 | 4            |
| ۱۱۶ | ورزشگاه بولارت دللیس                      | ۳۸٬۲۲۳            | عدسی             | فرانسه           | باشگاه فوتبال لانس. جام ملت‌های اروپا ۱۹۸۴ venue, جام جهانی فوتبال ۱۹۹۸ venue, 2007 Rugby World Cup venue, جام ملت‌های اروپا ۲۰۱۶ venue           | ۱۹۳۲ |              |
| ۱۱۷ | ورزشگاه پارکن                             | ۳۸٬۰۶۵            | کپنهاگ           | دانمارک          | باشگاه فوتبال کپنهاگن، تیم ملی فوتبال دانمارک                                                                                                   | ۱۹۹۲ |              |
| ۱۱۸ | ورزشگاه الاند رود                         | ۳۷٬۸۹۰            | لیدز             | انگلستان         | باشگاه فوتبال لیدز یونایتد، جام ملت‌های اروپا ۱۹۹۶ venue.                                                                                        | ۱۸۹۷ |              |
| ۱۱۹ | Torku Arena                               | ۳۷٬۸۲۹            | قونیه            | ترکیه            | باشگاه فوتبال قونیه‌اسپور | 2014 | 4            |
| ۱۲۰ | ورزشگاه رنزو باربرا                       | ۳۷٬۶۱۹            | پالرمو           | ایتالیا          | باشگاه فوتبال پالرمو. جام جهانی فوتبال ۱۹۹۰ venue.                                                                                              | ۱۹۳۲ |              |
| ۱۲۱ | ورزشگاه ملی لیسبون                        | 37,593            | Oeiras           | پرتغال           | جام حذفی فوتبال پرتغال Finals فینال جام باشگاه‌های اروپا ۱۹۶۷                                                                                    | ۱۹۴۴ |              |
| ۱۲۲ | ورزشگاه آرکی                              | ۳۷٬۲۴۵            | سالرنو           | ایتالیا          | باشگاه فوتبال سالرنیتانا | ۱۹۹۱ |              |
| ۱۲۳ | ورزشگاه ماکسیمیر                          | ۳۷٬۱۶۸            | زاگرب            | کرواسی           | باشگاه فوتبال دینامو زاگرب، تیم ملی فوتبال کرواسی*                                                                                              | 1912 | 4            |
| ۱۲۴ | Kazhimukan Munaitpasov Stadium (Shymkent) | ۳۷٬۰۰۰            | چیمکند           | قزاقستان         | باشگاه فوتبال اورداباسی | ۱۹۶۹ |              |
| ۱۲۵ | Cebeci İnönü Stadium                      | 37,000            | آنکارا           | ترکیه            | دانشگاه حاجت‌تپه، Ankara Demirspor | ۱۹۶۷ |              |
| ۱۲۶ | ورزشگاه لوئیجی فراری                      | ۳۶٬۵۳۶            | جنوآ             | ایتالیا          | باشگاه فوتبال جنوآ، باشگاه فوتبال سمپدوریا. جام جهانی فوتبال ۱۹۹۰ venue.                                                                        | ۱۹۱۱ |              |
| ۱۲۷ | ورزشگاه فیلیپ دوم                         | ۳۶٬۴۶۰            | اسکوپیه          | مقدونیه شمالی    | باشگاه فوتبال واردار، باشگاه فوتبال رابوتنیچکی، تیم ملی فوتبال مقدونیه شمالی*                                                                   | 1947 | 4            |
| ۱۲۸ | St Tiernach's Park                        | 36,000            | Clones           | جمهوری ایرلند    | Monaghan GAA | ۱۹۴۴ |              |
| ۱۲۹ | ورزشگاه مرکزی (یکاترینبورگ)               | 35,696 (t) ۲۳٬۰۰۰ | یکاترینبورگ      | روسیه            | باشگاه فوتبال اورال یکاترینبورگ*. جام جهانی فوتبال ۲۰۱۸ venue.                                                                                  | ۱۹۵۷ |              |
| ۱۳۰ | ورزشگاه آلیانز ریویرا                     | ۳۵٬۶۲۴            | نیس              | فرانسه           | باشگاه فوتبال نیس. جام ملت‌های اروپا ۲۰۱۶ venue                                                                                                  | ۲۰۱۳ |              |
| ۱۳۱ | ورزشگاه استاد دو لا بوژوار                | ۳۵٬۳۲۲            | نانت             | فرانسه           | باشگاه فوتبال نانت. جام ملت‌های اروپا ۱۹۸۴ venue, جام جهانی فوتبال ۱۹۹۸ venue, 2007 Rugby World Cup venue                                        | ۱۹۸۴ |              |
| ۱۳۲ | ورزشگاه لودویس پارک                       | ۳۵٬۳۰۳            | زاربروکن         | آلمان            | باشگاه فوتبال زاربروکن | ۱۹۵۳ |              |
| ۱۳۳ | Gaziantep Arena                           | ۳۵٬۲۱۹            | غازی عینتاب      | ترکیه            | باشگاه فوتبال غازی عینتاب‌اسپور | 2017 | 4            |
| ۱۳۴ | ورزشگاه کالینینگراد                       | 35,212 (t) ۲۵٬۰۰۰ | کالینینگراد      | روسیه            | باشگاه فوتبال بالتیکا کالینینگراد، جام جهانی فوتبال ۲۰۱۸ venue.                                                                                 | 2018 | 4            |
| ۱۳۵ | Kuban Stadium                             | ۳۵٬۲۰۰            | کراسنودار        | روسیه            | باشگاه فوتبال کوبان کراسنودار | ۱۹۶۰ |              |
| ۱۳۶ | ورزشگاه ریورساید                          | ۳۵٬۱۰۰            | میدلزبرو         | انگلستان         | باشگاه فوتبال میدلزبرو | ۱۹۹۵ |              |
| ۱۳۷ | ورزشگاه ژرلان                             | ۳۵٬۰۲۹            | لیون             | فرانسه           | Lyon Olympique Universitaire. جام ملت‌های اروپا ۱۹۸۴ venue, جام جهانی فوتبال ۱۹۹۸ venue, جام کنفدراسیون‌ها ۲۰۰۳ venue, 2007 Rugby World Cup venue | ۱۹۲۶ |              |
| ۱۳۸ | ورزشگاه پولیود                            | ۳۵٬۰۰۰            | اسپلیت           | کرواسی           | باشگاه فوتبال هایدوک اسپلیت | 1979 | 4            |
| ۱۳۹ | Olympic Stadium                           | ۳۵٬۰۰۰            | وروتسواو         | لهستان           | Sparta Wrocław | ۱۹۲۸ |              |
| ۱۴۰ | ورزشگاه فیلیپس                            | ۳۵٬۰۰۰            | آیندهوون         | هلند             | باشگاه فوتبال پی‌اس‌وی آیندهوون | 1913 | 4            |
| ۱۴۱ | New Eskişehir Stadium                     | ۳۴٬۹۳۰            | اسکی‌شهر          | ترکیه            | باشگاه فوتبال اسکی‌شهراسپور | 2016 | 4            |
| ۱۴۲ | ورزشگاه لووف آرنا                         | ۳۴٬۹۱۵            | لووف             | اوکراین          | FC Lviv, جام ملت‌های اروپا ۲۰۱۲ venue | 2011 | 4            |
| ۱۴۳ | Izmit Stadium                             | ۳۴٬۷۱۲            | ازمیت            | ترکیه            | Kocaelispor | ۲۰۱۷ |              |
| ۱۴۴ | ورزشگاه شابان-دلمس                        | ۳۴٬۶۹۴            | بوردو            | فرانسه           | Union Bordeaux-Bègles. جام جهانی فوتبال ۱۹۳۸ venue, جام جهانی فوتبال ۱۹۹۸ venue, 2007 Rugby World Cup venue                                     | ۱۹۲۴ |              |
| ۱۴۵ | ورزشگاه ریازور                            | ۳۴٬۶۰۰            | لاکرونیا         | اسپانیا          | باشگاه فوتبال دپورتیوو لاکرونیا. جام جهانی فوتبال ۱۹۸۲ venue.                                                                                   | ۱۹۴۰ |              |
| ۱۴۶ | ورزشگاه لا روماردا                        | ۳۴٬۵۹۶            | ساراگوسا         | اسپانیا          | باشگاه فوتبال رئال ساراگوسا. جام جهانی فوتبال ۱۹۸۲ venue.                                                                                       | ۱۹۵۷ |              |
| ۱۴۷ | Asim Ferhatović Hase Stadium              | ۳۴٬۵۰۰            | سارایوو          | بوسنی و هرزگوین  | باشگاه فوتبال سارایوو | ۱۹۴۷ | ۲            |
| ۱۴۸ | ورزشگاه گروتنبورگ                         | ۳۴٬۵۰۰            | کرفلد            | آلمان            | باشگاه فوتبال اوردینگن ۰۵ | ۱۹۲۷ |              |
| ۱۴۹ | Chornomorets Stadium                      | ۳۴٬۱۶۴            | اودسا            | اوکراین          | باشگاه فوتبال چورنومورتس اودسا | 2011 | 4            |
| ۱۵۰ | ورزشگاه اپل آرنا                          | 34,034            | ماینتس           | آلمان            | باشگاه فوتبال ماینتس ۰۵ | ۲۰۱۱ |              |
| ۱۵۱ | Pearse Stadium                            | 34,000 26,197     | گالوی            | جمهوری ایرلند    | Galway GAA | ۱۹۵۷ |              |
| ۱۵۲ | ورزشگاه خلره‌دوم                           | ۳۴٬۰۰۰            | آرنهم            | هلند             | باشگاه فوتبال ویتس‌آرنهم | ۱۹۹۸ |              |
| ۱۵۳ | Samsun Stadium                            | ۳۳٬۹۱۹            | صامسون           | ترکیه            | باشگاه فوتبال سامسون‌اسپور | ۲۰۱۷ |              |
| ۱۵۴ | ورزشگاه پرید پارک                         | ۳۳٬۵۹۷            | داربی (انگلستان) | انگلستان         | باشگاه فوتبال دربی کانتی | ۱۹۹۷ |              |
| ۱۵۵ | ورزشگاه مونیسیپال                         | ۳۳٬۱۵۰            | تولوز            | فرانسه           | باشگاه فوتبال تولوز. جام جهانی فوتبال ۱۹۳۸ venue, جام جهانی فوتبال ۱۹۹۸ venue, 2007 Rugby World Cup venue, جام ملت‌های اروپا ۲۰۱۶ venue          | ۱۹۳۷ |              |
| ۱۵۶ | ورزشگاه کاردیف سیتی                       | ۳۳٬۲۸۰            | کاردیف           | ولز              | باشگاه فوتبال کاردیف سیتی، Venue for سوپر جام اروپا ۲۰۱۴ final                                                                                  | ۲۰۰۹ |              |
| ۱۵۷ | Stadion Henryka Reymana                   | 33,268            | کراکوف           | لهستان           | باشگاه فوتبال ویسوا کراکوف | 1953 | 4            |
| ۱۵۸ | ورزشگاه متالورگ                           | ۳۳٬۲۲۰            | سامارا (روسیه)   | روسیه            | باشگاه فوتبال کریلیا سووتوف سامارا | ۱۹۵۷ |              |
| ۱۵۹ | ورزشگاه جدید کوندومینا                    | ۳۳٬۰۴۵            | مورسیا (شهر)     | اسپانیا          | باشگاه فوتبال رئال مورسیا | ۲۰۰۶ |              |
| ۱۶۰ | Krasnodar Stadium                         | ۳۳٬۰۰۰            | کراسنودار        | روسیه            | باشگاه فوتبال کراسنودار | ۲۰۱۶ |              |
| ۱۶۱ | Khimik Stadium (Kemerovo)                 | ۳۳٬۰۰۰            | کمروف            | روسیه            | HC Kuzbass; venue for 2007 Bandy World Championship                                                                                             | ۱۹۴۷ |              |
| ۱۶۲ | ورزشگاه تله۲ آرنا                         | ۳۳٬۰۰۰            | استکهلم          | سوئد             | Hammarby IF, باشگاه فوتبال دیورگاردن | ۲۰۱۳ |              |
| ۱۶۳ | Antalya 100.yıl Stadium                   | ۳۳٬۰۰۰            | آنتالیا          | ترکیه            | باشگاه فوتبال آنتالیااسپور | 2015 | 4            |
| ۱۶۴ | Diyarbakır Stadium                        | ۳۳٬۰۰۰            | دیاربکر          | ترکیه            | Diyarbekirspor | ۲۰۱۸ |              |
| ۱۶۵ | Dan Păltinişanu Stadium                   | ۳۲٬۹۷۲            | تیمیشوارا        | رومانی           | ACS Poli Timișoara | ۱۹۶۴ |              |
| ۱۶۶ | ورزشگاه جدید تیوولی                       | ۳۲٬۹۶۰            | آخن              | آلمان            | باشگاه فوتبال آلمانیا آخن | ۲۰۰۹ |              |
| ۱۶۷ | ورزشگاه استاد دو لا موسون                 | 32,939            | مون‌پلیه          | فرانسه           | باشگاه فوتبال مون‌پلیه جام جهانی فوتبال ۱۹۹۸ venue, جام جهانی فوتبال زنان ۲۰۱۹ venue                                                             | ۱۹۷۲ |              |
| ۱۶۸ | ورزشگاه قادر هاس قیصریه                   | ۳۲٬۸۶۴            | قیصریه (ترکیه)   | ترکیه            | باشگاه فوتبال قیصریه‌اسپور، Kayseri Erciyesspor                                                                                                  | 2009 | 4            |
| ۱۶۹ | ورزشگاه شهری آویرو                        | ۳۲٬۸۳۰            | آویرو            | پرتغال           | باشگاه فوتبال بیرامار | 2003 | 4            |
| ۱۷۰ | Partizan Stadium                          | ۳۲٬۷۱۰            | بلگراد           | صربستان          | باشگاه فوتبال پارتیزان | ۱۹۴۹ |              |
| ۱۷۱ | ورزشگاه برامال لین                        | ۳۲٬۷۰۲            | شفیلد            | انگلستان         | باشگاه فوتبال شفیلد یونایتد، Sheffield Eagles*                                                                                                  | ۱۸۵۵ |              |
| ۱۷۲ | ورزشگاه سنت مریز                          | ۳۲٬۶۸۹            | ساوت‌همپتون       | انگلستان         | باشگاه فوتبال ساوت‌همپتون | 2001 | 4            |
| ۱۷۳ | ورزشگاه ریکو آرنا                         | ۳۲٬۶۰۲            | کاونتری          | انگلستان         | Wasps RFC | 2005 | 4            |
| ۱۷۴ | ورزشگاه بالایدوس                          | ۳۲٬۵۰۰            | بیگو             | اسپانیا          | باشگاه فوتبال سلتاویگو. جام جهانی فوتبال ۱۹۸۲ venue.                                                                                            | ۱۹۲۸ |              |
| ۱۷۵ | Republican Spartak Stadium                | ۳۲٬۴۶۴            | ولادی‌قفقاز       | روسیه            | FC Alania Vladikavkaz | ۱۹۶۲ |              |
| ۱۷۶ | ورزشگاه نرئو روکو                         | ۳۲٬۴۵۴            | تریسته           | ایتالیا          | باشگاه فوتبال تریستیانا | ۱۹۹۲ |              |
| ۱۷۷ | ورزشگاه گران کاناریا                      | ۳۲٬۳۹۲            | لاس پالماس       | اسپانیا          | باشگاه فوتبال لاس پالماس | ۲۰۰۳ |              |
| ۱۷۸ | Rosenaustadion                            | ۳۲٬۳۵۴            | آوگسبورگ         | آلمان            | athletics | ۱۹۵۱ |              |
| ۱۷۹ | ورزشگاه ائوگانئو                          | ۳۲٬۳۳۶            | پادووا           | ایتالیا          | باشگاه فوتبال پادوا | ۱۹۹۴ |              |
| ۱۸۰ | ورزشگاه کینگ‌پاور                          | ۳۲٬۲۶۱            | لستر             | انگلستان         | باشگاه فوتبال لستر سیتی | ۲۰۰۲ |              |
| ۱۸۱ | ورزشگاه کارایسکاکیس                       | ۳۲٬۱۱۵            | پیرئاس           | یونان            | باشگاه فوتبال المپیاکوس، تیم ملی فوتبال یونان                                                                                                   | 2004 | 4            |
| ۱۸۲ | ورزشگاه رادولف هاربیگ                     | ۳۲٬۰۶۶            | درسدن            | آلمان            | باشگاه فوتبال دینامو درسدن | ۱۹۲۳ |              |
| ۱۸۳ | ورزشگاه هایپو-آرنا                        | ۳۲٬۰۰۰            | کلاگن‌فورت        | اتریش            | SK Austria Kärnten, جام ملت‌های اروپا ۲۰۰۸ | ۲۰۰۷ |              |
| ۱۸۴ | Casement Park                             | ۳۲٬۰۰۰            | بلفاست           | ایرلند شمالی     | Antrim GAA | ۱۹۵۳ |              |
| ۱۸۵ | Breffni Park                              | ۳۲٬۰۰۰            | کاوان            | جمهوری ایرلند    | Cavan GAA | ۱۹۲۳ |              |
| ۱۸۶ | ورزشگاه فلامینیو                          | 32,000            | Rome             | ایتالیا          | | ۱۹۵۹ |              |
| ۱۸۷ | ورزشگاه سوئیس                             | ۳۲٬۰۰۰            | برن (سوئیس)      | سوئیس            | باشگاه ورزشی یانگ بویز برن، جام ملت‌های اروپا ۲۰۰۸                                                                                               | ۲۰۰۵ |              |
| ۱۸۸ | زمین کریکت لورد                           | 32,000            | London           | انگلستان         | Marylebone Cricket Club, Middlesex County Cricket Club, تیم ملی کریکت انگلستان*                                                                 | ۱۸۱۴ |              |
| ۱۸۹ | Paris La Défense Arena                    | ۳۲٬۰۰۰            | نانتر            | فرانسه           | Racing 92 Uses movable seating to transition between field and court sports.                                                                    | ۲۰۱۷ |              |
| ۱۹۰ | Ernest Pohl Stadium                       | ۳۱٬۸۷۱            | زابژه            | لهستان           | باشگاه فوتبال گورنیک زابژه | ۱۹۳۴ |              |
| ۱۹۱ | Polish Army Stadium                       | ۳۱٬۸۰۰            | ورشو             | لهستان           | باشگاه فوتبال لگیا ورشو | 1930 | 4            |
| ۱۹۲ | Tsentralnyi Profsoyuz Stadion             | ۳۱٬۷۹۳            | وورونژ           | روسیه            | FC Fakel Voronezh, FC FSA Voronezh | ۲۰۰۳ |              |
| ۱۹۳ | Shakhtar Stadium                          | ۳۱٬۷۱۸            | دونتسک           | اوکراین          | FC Shakhtar Donetsk Reserves and Youth Team*, باشگاه فوتبال متالورگ دونتسک*                                                                     | ۱۹۳۶ |              |
| ۱۹۴ | ورزشگاه مالینیو                           | 31,700            | ولورهمپتون       | انگلستان         | باشگاه فوتبال ولورهمپتون واندررز | ۱۸۸۹ |              |
| ۱۹۵ | ورزشگاه ویا دل ماره                       | 31,533            | لچه              | ایتالیا          | باشگاه فوتبال لچه | ۱۹۶۶ |              |
| ۱۹۶ | ورزشگاه ام‌اس‌وی آرنا                       | ۳۱٬۵۰۰            | دویسبورگ         | آلمان            | باشگاه فوتبال دویسبورگ | ۲۰۰۴ |              |
| ۱۹۷ | ورزشگاه ایوود پارک                        | ۳۱٬۳۶۷            | بلکبرن           | انگلستان         | باشگاه فوتبال بلکبرن روورز | ۱۸۸۲ |              |
| ۱۹۸ | ورزشگاه توفیق بهراموف                     | 31,200            | باکو             | جمهوری آذربایجان | باشگاه فوتبال قره‌باغ، تیم ملی فوتبال جمهوری آذربایجان. 2012 FIFA U-17 Women's World Cup venue                                                   | ۱۹۵۱ |              |
| ۱۹۹ | Dnipro-Arena                              | ۳۱٬۰۰۳            | دنیپرو           | اوکراین          | باشگاه فوتبال دنیپرو، SC Dnipro-1 | 2008 | 4            |
| ۲۰۰ | Stadionul Ion Oblemenco                   | ۳۰٬۹۸۳            | کرایووا          | رومانی           | باشگاه ورزشی یونیورسیتاتئا کرایووا | ۲۰۱۷ |              |
| ۲۰۱ | ورزشگاه فالمر                             | ۳۰٬۷۵۰            | برایتون          | انگلستان         | باشگاه فوتبال برایتون اند هوو آلبیون | ۲۰۱۱ |              |
| ۲۰۲ | آگسبورگ آرنا                              | ۳۰٬۶۶۰            | آوگسبورگ         | آلمان            | باشگاه فوتبال آگسبورگ | ۲۰۰۹ |              |
| ۲۰۳ | Terek Stadium                             | ۳۰٬۵۹۷            | گروزنی           | روسیه            | باشگاه فوتبال احمد گروزنی | ۲۰۱۱ |              |
| ۲۰۴ | ورزشگاه ام‌کی                              | ۳۰٬۵۰۰            | میلتون کینز      | انگلستان         | باشگاه فوتبال میلتون کینز دونز | ۲۰۰۷ |              |
| ۲۰۵ | ورزشگاه کارلوس تارتیره                    | ۳۰٬۵۰۰            | ابیدو            | اسپانیا          | باشگاه فوتبال رئال اویدو | ۲۰۰۰ |              |
| ۲۰۶ | VEB Arena                                 | ۳۰٬۴۵۷            | مسکو             | روسیه            | باشگاه فوتبال زسکا مسکو | 2016 | 4            |
| ۲۰۷ | ورزشگاه سیتی گراند                        | ۳۰٬۴۴۵            | ناتینگهام        | انگلستان         | باشگاه فوتبال ناتینگهام فارست | ۱۸۹۸ |              |
| ۲۰۸ | Cluj Arena                                | ۳۰٬۳۳۵            | کلوژ-نپوکا       | رومانی           | Universitatea Cluj Napoca | 2011 | 4            |
| ۲۰۹ | ورزشگاه پورتمن رود                        | ۳۰٬۳۱۱            | ایپسوییچ         | انگلستان         | باشگاه فوتبال ایپسویچ تاون | ۱۸۸۴ |              |
| ۲۱۰ | ورزشگاه الگاروه                           | ۳۰٬۳۰۵            | فارو (پرتغال)    | پرتغال           | S.C. Farense, باشگاه فوتبال لولیتانو | 2004 | 4            |
| ۲۱۱ | ورزشگاه شهری براگا                        | 30,286            | براگا            | پرتغال           | باشگاه ورزشی براگا | 2003 | 4            |
| ۲۱۲ | ورزشگاه بای‌آرنا                           | ۳۰٬۲۱۰            | لورکوزن          | آلمان            | باشگاه فوتبال بایر ۰۴ لورکوزن. Stadium uses retractable seating.                                                                                | ۱۹۳۲ |              |
| ۲۱۳ | De Grolsch Veste                          | ۳۰٬۲۰۵            | انسخده           | هلند             | باشگاه فوتبال توئنته | ۱۹۹۸ |              |
| ۲۱۴ | ورزشگاه راین نکر آرنا                     | ۳۰٬۱۵۰            | زینسهایم         | آلمان            | باشگاه فوتبال هوفنهایم. Stadium uses retractable seating.                                                                                       | ۲۰۰۹ |              |
| ۲۱۵ | Central Stadium                           | ۳۰٬۱۳۳            | کازان            | روسیه            | باشگاه فوتبال روبین کازان | ۱۹۶۰ |              |
| ۲۱۶ | ورزشگاه فولکس‌واگن آرنا                    | ۳۰٬۱۲۲            | وولفسبورگ        | آلمان            | باشگاه فوتبال وولفسبورگ. Stadium uses retractable seating.                                                                                      | ۲۰۰۲ |              |
| ۲۱۷ | ورزشگاه بریتانیا                          | ۳۰٬۰۸۹            | استوک-آن-ترنت    | انگلستان         | باشگاه فوتبال استوک سیتی | ۱۹۹۷ |              |
| ۲۱۸ | ورزشگاه ژنو                               | ۳۰٬۰۸۴            | ژنو              | سوئیس            | باشگاه فوتبال سروت ۱۸۹۰, جام ملت‌های اروپا ۲۰۰۸                                                                                                  | ۲۰۰۳ |              |
| ۲۱۹ | ورزشگاه ال روسالدا                        | ۳۰٬۰۴۴            | مالاگا           | اسپانیا          | باشگاه فوتبال مالاگا. جام جهانی فوتبال ۱۹۸۲ venue.                                                                                              | ۱۹۴۱ |              |
| ۲۲۰ | ورزشگاه موریس دوفراسن                     | ۳۰٬۰۲۳            | لیژ              | بلژیک            | باشگاه فوتبال استاندارد لیژ | ۱۹۰۹ |              |
| ۲۲۱ | ورزشگاه سنت اندروز                        | ۳۰٬۰۰۹            | بیرمنگام         | انگلستان         | باشگاه فوتبال بیرمنگام سیتی باشگاه فوتبال کاونتری سیتی                                                                                          | ۱۹۰۶ |              |

### ظرفیت ۲۵٬۰۰۰ – ۳۰٬۰۰۰
| No. | نام                                      | ظرفیت  | شهر               | کشور             | مستاجر/یادداشت                                                                                         | ساخت        | رده‌بندی یوفا |
| --- | ---------------------------------------- | ------ | ----------------- | ---------------- | --- | ----------- | ------------ |
| ۲۲۲ | ورزشگاه د. آفونسو هنریکس                 | 30,000 | گویمارائس         | پرتغال           | باشگاه فوتبال ویتوریا گیمارش. مرحله نهایی لیگ ملت‌های اروپا ۲۰۱۹ Semi final 2 and Third place play-off. | 1999        | 4            |
| ۲۲۳ | Anzhi-Arena                              | ۳۰٬۰۰۰ | کاسپییسک          | روسیه            | باشگاه فوتبال آنژی مخاچ‌قلعه                                                                            | ۲۰۰۳        |              |
| ۲۲۴ | ورزشگاه آستانه آرنا                      | ۳۰٬۰۰۰ | نورسلطان          | قزاقستان         | باشگاه فوتبال آستانه                                                                                   | ۲۰۰۹        |              |
| ۲۲۵ | ورزشگاه مالمو                            | ۳۰٬۰۰۰ | مالمو             | سوئد             | athletics, IFK Malmö, 1958 World Cup venue                                                             | ۱۹۵۸        |              |
| ۲۲۶ | ورزشگاه لتزیگراند                        | ۳۰٬۰۰۰ | زوریخ             | سوئیس            | باشگاه فوتبال زوریخ، باشگاه فوتبال گراس‌هاپر زوریخ، جام ملت‌های اروپا ۲۰۰۸                               | ۲۰۰۷        |              |
| ۲۲۷ | ورزشگاه تیوولی نوی                       | ۳۰٬۰۰۰ | اینسبروک          | اتریش            | Fußballclub Wacker Innsbruck, جام ملت‌های اروپا ۲۰۰۸                                                    | ۲۰۰۰        |              |
| ۲۲۸ | ورزشگاه ردبول آرنا (سالزبورگ)            | ۳۰٬۰۰۰ | زالتسبورگ         | اتریش            | باشگاه فوتبال ردبول زالتسبورگ، جام ملت‌های اروپا ۲۰۰۸                                                   | ۲۰۰۳        |              |
| ۲۲۹ | ورزشگاه استاد سن سیمفورین                | ۳۰٬۰۰۰ | متس، فرانسه       | فرانسه           | باشگاه فوتبال متس                                                                                      | ۱۹۲۳        |              |
| ۲۳۰ | Metalurh Stadium                         | 29,783 | کریفیی ریه        | اوکراین          | باشگاه فوتبال کریفباس کریفیی ریه                                                                       | ۱۹۷۰        |              |
| ۲۳۱ | ورزشگاه روازون پارک                      | ۲۹٬۷۷۸ | رن                | فرانسه           | باشگاه فوتبال رن. جام جهانی فوتبال زنان ۲۰۱۹ venue.                                                    | ۱۹۱۲        |              |
| ۲۳۲ | ورزشگاه ویلد پارک                        | ۲۹٬۶۹۹ | کارلسروهه         | آلمان            | باشگاه فوتبال کارلسروهه                                                                                | ۱۹۵۵        |              |
| ۲۳۳ | ورزشگاه سیداد ده کویمبرا                 | 29,622 | کویمبرا           | پرتغال           | باشگاه فوتبال آکادمیکا                                                                                 | 2003        | 4            |
| ۲۳۴ | ورزشگاه خوزه ریکو پرز                    | ۲۹٬۵۰۰ | آلیکانته          | اسپانیا          | باشگاه فوتبال هرکولس. جام جهانی فوتبال ۱۹۸۲ venue.                                                     | ۱۹۷۴        |              |
| ۲۳۵ | Millerntor-Stadion                       | ۲۹٬۰۶۳ | هامبورگ           | آلمان            | باشگاه فوتبال سن پائولی                                                                                | ۱۹۶۱        |              |
| ۲۳۶ | ورزشگاه یان برایدل                       | ۲۹٬۰۴۲ | بروخه             | بلژیک            | باشگاه فوتبال کلوب بروژ، باشگاه فوتبال سرکل بروژ                                                       | ۱۹۷۵        |              |
| ۲۳۷ | ورزشگاه ال مونینون                       | 29,029 | خیخن              | اسپانیا          | باشگاه فوتبال اسپورتینگ خیخون. جام جهانی فوتبال ۱۹۸۲ venue.                                            | ۱۹۰۸        |              |
| ۲۳۸ | Brøndby Stadium                          | ۲۹٬۰۰۰ | کپنهاگ            | دانمارک          | باشگاه فوتبال بروندبی                                                                                  | ۱۹۶۵        |              |
| ۲۳۹ | ورزشگاه دی‌کی‌بی آرنا                      | ۲۹٬۰۰۰ | روستوک            | آلمان            | باشگاه فوتبال هانزا روستوک                                                                             | ۱۹۵۴        |              |
| ۲۴۰ | ورزشگاه تومبا                            | ۲۹٬۰۰۰ | سالونیک           | یونان            | باشگاه فوتبال پائوک                                                                                    | ۱۹۵۹        |              |
| ۲۴۱ | Şanlıurfa GAP Stadium                    | 28,965 | شانلی‌اورفه        | ترکیه            | Şanlıurfaspor                                                                                          | ۲۰۰۹        |              |
| ۲۴۲ | آرزددی آرنا                              | 28,800 | مسکو              | روسیه            | باشگاه فوتبال لوکوموتیو مسکو، تیم ملی فوتبال روسیه*                                                    | ۲۰۰۲        |              |
| ۲۴۳ | ورزشگاه مکرون                            | ۲۸٬۷۲۳ | بولتون            | انگلستان         | باشگاه فوتبال بولتون واندررز                                                                           | ۱۹۹۷        |              |
| ۲۴۴ | ورزشگاه بریتانیا                         | ۲۸٬۳۸۳ | استوک-آن-ترنت     | انگلستان         | باشگاه فوتبال استوک سیتی                                                                               | ۱۹۹۷        |              |
| ۲۴۵ | Stadionul Steaua                         | 28,365 | بخارست            | رومانی           | باشگاه فوتبال استوا بخارست، تیم ملی فوتبال رومانی*                                                     | ۱۹۷۴        |              |
| ۲۴۶ | ورزشگاه دو بسا                           | 28,263 | پورتو             | پرتغال           | باشگاه فوتبال بوآویستا                                                                                 | 2003        | 4            |
| ۲۴۷ | Sakarya Stadium                          | ۲۸٬۱۱۳ | آداپازاری         | ترکیه            | Sakaryaspor                                                                                            | ۲۰۱۷        |              |
| ۲۴۸ | ورزشگاه لوتو پارک                        | ۲۸٬۰۶۳ | بروکسل            | بلژیک            | باشگاه فوتبال اندرلشت                                                                                  | 1917        | 4            |
| ۲۴۹ | Ukraina Stadium                          | 28,051 | لووف              | اوکراین          | باشگاه فوتبال کارپاتی لووف                                                                             | ۱۹۶۳        |              |
| ۲۵۰ | Estádio 1º de Maio                       | ۲۸٬۰۰۰ | براگا             | پرتغال           | S.C.Braga B, S.C. Braga (women's football)                                                             | ۱۹۵۰        |              |
| ۲۵۱ | Allianz Stadion                          | ۲۸٬۰۰۰ | وین               | اتریش            | باشگاه فوتبال راپید وین                                                                                | ۲۰۱۶        |              |
| ۲۵۲ | ورزشگاه رناتو کوری                       | ۲۸٬۰۰۰ | پروجا             | ایتالیا          | باشگاه فوتبال پروجا                                                                                    | ۱۹۷۴        |              |
| ۲۵۳ | Ullevaal Stadion                         | 28,000 | اسلو              | نروژ             | تیم ملی فوتبال نروژ                                                                                    | ۱۹۲۶        |              |
| ۲۵۴ | ورزشگاه المپیک تورین                     | ۲۷٬۹۵۸ | تورین             | ایتالیا          | باشگاه فوتبال تورینو                                                                                   | 1933        | 4            |
| ۲۵۵ | ورزشگاه انیو تاردینی                     | ۲۷٬۹۰۶ | پارما             | ایتالیا          | باشگاه فوتبال پارما                                                                                    | ۱۹۲۳        |              |
| ۲۵۶ | ورزشگاه خوزه زوریلا                      | 27,846 | وایادولید         | اسپانیا          | باشگاه فوتبال رئال وایادولید. جام جهانی فوتبال ۱۹۸۲ venue.                                             | ۱۹۸۲        |              |
| ۲۵۷ | ورزشگاه اورسته گرانیلو                   | ۲۷٬۷۶۳ | رجو کالابریا      | ایتالیا          | باشگاه فوتبال رجینا                                                                                    | ۱۹۹۹        |              |
| ۲۵۸ | ورزشگاه روهراشتادیون                     | ۲۷٬۵۹۹ | بوخوم             | آلمان            | باشگاه فوتبال بوخوم                                                                                    | ۱۹۲۱        |              |
| ۲۵۹ | ورزشگاه اراسمو یاکوونه                   | ۲۷٬۵۸۴ | تارانتو           | ایتالیا          | A.S. Taranto Calcio                                                                                    | ۱۹۶۵        |              |
| ۲۶۰ | ورزشگاه ماریو ریگامونتی                  | ۲۷٬۵۴۷ | برشا              | ایتالیا          | باشگاه فوتبال برشا                                                                                     | ۱۹۵۹        |              |
| ۲۶۱ | ورزشگاه اودسال                           | 27,491 | برادفورد          | انگلستان         | Bradford Bulls                                                                                         | ۱۹۳۴        |              |
| ۲۶۲ | ورزشگاه‌ام‌دی‌سی‌سی آرنا                     | ۲۷٬۲۵۰ | ماگدبورگ          | آلمان            | باشگاه فوتبال ماگدبورگ ۱                                                                               | ۲۰۰۶        |              |
| ۲۶۳ | ورزشگاه کارو رود                         | 27,244 | نوریچ             | انگلستان         | باشگاه فوتبال نوریچ سیتی                                                                               | ۱۹۳۵        |              |
| ۲۶۴ | Mikheil Meskhi Stadium                   | 27,223 | تفلیس             | گرجستان          | FC Lokomotivi Tbilisi, Georgia national rugby union team                                               | ۲۰۰۱        |              |
| ۲۶۵ | ورزشگاه ولی                              | ۲۷٬۱۱۱ | لندن              | انگلستان         | باشگاه فوتبال چارلتون اتلتیک                                                                           | ۱۹۱۹        |              |
| ۲۶۶ | ورزشگاه اشتون گیت                        | ۲۷٬۰۰۰ | بریستول           | انگلستان         | باشگاه فوتبال بریستول سیتی                                                                             | ۱۸۸۷        |              |
| ۲۶۷ | ورزشگاه کارل بنز                         | ۲۷٬۰۰۰ | مانهایم           | آلمان            | SV Waldhof Mannheim                                                                                    | ۱۹۹۴        |              |
| ۲۶۸ | Central Stadium (Krasnoyarsk)            | 27,000 | کراسنویارسک       | روسیه            | باشگاه فوتبال ینی‌سئی کراسنویارسک، Russia national rugby union team, 2019 Winter Universiade            | ۱۹۶۷        |              |
| ۲۶۹ | O'Moore Park                             | 27,000 | پورتلیشه          | جمهوری ایرلند    | Laois GAA                                                                                              | ۱۹۱۷        |              |
| ۲۷۰ | Pankritio Stadium                        | 26,840 | هراکلیون          | یونان            | Ergotelis F.C.                                                                                         | ۲۰۰۴        |              |
| ۲۷۱ | ورزشگاه کفتنزاگلیو                       | 26,712 | سالونیک           | یونان            | باشگاه فوتبال ایراکلیس ۱۹۰۸                                                                            | ۱۹۶۰        |              |
| ۲۷۲ | ورزشگاه هاوتورنز                         | 26,688 | وست برومویچ       | انگلستان         | باشگاه فوتبال وست برومویچ آلبیون                                                                       | ۱۹۰۰        |              |
| ۲۷۳ | The Oval                                 | ۲۶٬۵۵۶ | بلفاست            | ایرلند شمالی     | Glentoran F.C.                                                                                         | ۱۸۹۲        |              |
| ۲۷۴ | ورزشگاه بیلفلدر                          | ۲۶٬۵۱۵ | بیله‌فلد           | آلمان            | باشگاه فوتبال آرمینیا بیله‌فلد                                                                          | ۱۹۲۶        |              |
| ۲۷۵ | ورزشگاه سیوداد والنسیا                   | ۲۶٬۳۵۴ | والنسیا           | اسپانیا          | باشگاه فوتبال لوانته                                                                                   | ۱۹۶۹        |              |
| ۲۷۶ | VTB Arena                                | ۲۶٬۳۱۹ | مسکو              | روسیه            | باشگاه فوتبال دینامو مسکو                                                                              | ۲۰۱۹        |              |
| ۲۷۷ | ورزشگاه سلهارست پارک                     | ۲۶٬۳۰۹ | لندن              | انگلستان         | باشگاه فوتبال کریستال پالاس                                                                            | ۱۹۲۴        |              |
| ۲۷۸ | ورزشگاه پارتنیو                          | ۲۶٬۳۰۸ | آولینو            | ایتالیا          | باشگاه فوتبال آولینو                                                                                   | ۱۹۷۳        |              |
| ۲۷۹ | ورزشگاه شهر گنجه                         | 26,120 | گنجه              | جمهوری آذربایجان | باشگاه فوتبال کپز                                                                                      | ۱۹۶۳        |              |
| ۲۸۰ | ورزشگاه ده لا مینو                       | ۲۶٬۱۰۹ | استراسبورگ        | فرانسه           | باشگاه فوتبال استراسبورگ. جام جهانی فوتبال ۱۹۳۸ venue, جام ملت‌های اروپا ۱۹۸۴ venue.                    | ۱۹۱۴        |              |
| ۲۸۱ | ورزشگاه آبه لنسترا                       | 26,100 | هیرن‌فین           | هلند             | باشگاه فوتبال هیرنفین                                                                                  | ۱۹۹۴        |              |
| ۲۸۲ | ورزشگاه دل کونرو                         | ۲۶٬۰۰۰ | آنکونا            | ایتالیا          | A.C. Ancona                                                                                            | ۱۹۹۲        |              |
| ۲۸۳ | Welford Road Stadium                     | ۲۶٬۰۰۰ | لستر              | انگلستان         | Leicester Tigers                                                                                       | ۱۸۹۲        |              |
| ۲۸۴ | Yuvileiny Stadium                        | 25,830 | سومی              | اوکراین          | PFC Sumy                                                                                               | ۲۰۰۱        |              |
| ۲۸۵ | ورزشگاه کریون کاتج                       | ۲۵٬۷۰۰ | لندن              | انگلستان         | باشگاه فوتبال فولام                                                                                    | ۱۸۹۶        |              |
| ۲۸۶ | RSC Olimpiyskiy                          | 25,678 | دونتسک            | اوکراین          | تیم ملی فوتبال زیر ۲۱ سال اوکراین*, FC Shakhtar Donetsk Reserves and Youth Team*                       | ۱۹۵۸        |              |
| ۲۸۷ | Thomond Park                             | 25,600 | لیمرک             | جمهوری ایرلند    | Munster Rugby*, Shannon RFC, UL Bohemian R.F.C., Limerick F.C. (2013-2015)                             | ۱۹۴۰        |              |
| ۲۸۸ | Malatya Stadium                          | ۲۵٬۵۷۴ | ملطیه             | ترکیه            | باشگاه فوتبال ینی ملطیه‌اسپور                                                                           | ۲۰۱۷        |              |
| ۲۸۹ | Slavia Stadium                           | ۲۵٬۵۵۶ | صوفیه             | بلغارستان        | Slavia Sofia                                                                                           | ۱۹۵۸        |              |
| ۲۹۰ | Mersin Arena                             | ۲۵٬۵۳۴ | مرسین             | ترکیه            | باشگاه فوتبال مرسین                                                                                    | ۲۰۱۳        |              |
| ۲۹۱ | ورزشگاه کی‌کوم                            | ۲۵٬۴۰۴ | کینگستون آپون هال | انگلستان         | باشگاه فوتبال هال سیتی، Hull F.C. Rugby League                                                         | ۲۰۰۲        |              |
| ۲۹۲ | Stade Océane                             | ۲۵٬۱۷۸ | لو آور            | فرانسه           | باشگاه فوتبال لو آور. جام جهانی فوتبال زنان ۲۰۱۹ venue                                                 | ۲۰۱۲        |              |
| ۲۹۳ | Stade du Hainaut                         | ۲۵٬۱۷۲ | والنسین           | فرانسه           | باشگاه فوتبال والنسین. جام جهانی فوتبال زنان ۲۰۱۹ venue                                                | ۲۰۱۱        |              |
| ۲۹۴ | ورزشگاه فریولی                           | ۲۵٬۱۴۴ | اودینه            | ایتالیا          | باشگاه فوتبال اودینزه. جام جهانی فوتبال ۱۹۹۰ venue                                                     | ۱۹۷۶        |              |
| ۲۹۵ | ورزشگاه دی‌دابلیو                         | ۲۵٬۱۳۸ | ویگان             | انگلستان         | باشگاه فوتبال ویگان اتلتیک، Wigan Warriors                                                             | ۱۹۹۹        |              |
| ۲۹۶ | ورزشگاه ولی پرید                         | ۲۵٬۱۳۶ | برادفورد          | انگلستان         | باشگاه فوتبال برادفورد سیتی                                                                            | ۱۸۸۶        |              |
| ۲۹۷ | MMArena                                  | ۲۵٬۰۶۴ | لو مان (فرانسه)   | فرانسه           | باشگاه فوتبال لو مان                                                                                   | ۲۰۱۱        |              |
| ۲۹۸ | زمین کریکت اجباستون                      | ۲۵٬۰۰۰ | بیرمنگام          | انگلستان         | Warwickshire County Cricket Club                                                                       | ۱۸۸۲        |              |
| ۲۹۹ | Wexford Park                             | ۲۵٬۰۰۰ | وکس فورد          | جمهوری ایرلند    | Wexford GAA                                                                                            | Before ۱۹۰۰ |              |
| ۳۰۰ | Dr. Hyde Park                            | 25,000 | راسکامن           | جمهوری ایرلند    | Roscommon GAA                                                                                          | ۱۹۷۱        |              |
| ۳۰۱ | ورزشگاه پینو زاکچریا                     | ۲۵٬۰۰۰ | فوجا (شهر)        | ایتالیا          | باشگاه فوتبال فوجا                                                                                     | ۱۹۲۵        |              |
| ۳۰۲ | ورزشگاه روته ارده                        | ۲۵٬۰۰۰ | دورتموند          | آلمان            | Borussia Dortmund II                                                                                   | ۱۹۲۶        |              |
| ۳۰۳ | Skatbank-Arena                           | 25,000 | آلتنبورگ          | آلمان            | SV Motor Altenburg                                                                                     | ۱۹۵۷        |              |
| ۳۰۴ | CSK Stadium                              | ۲۵٬۰۰۰ | ریازان            | روسیه            | FC Zvezda Ryazan                                                                                       | ۱۹۸۰        |              |
| ۳۰۵ | ورزشگاه دارلینگتون آرنا                  | 25,000 | دارلینگتون        | انگلستان         | Darlington Mowden Park R.F.C.                                                                          | ۲۰۰۳        |              |
| ۳۰۶ | Ay-Yıldız Stadium                        | ۲۵٬۰۰۰ | قره‌بوک            | ترکیه            | دانشگاه کارابوک                                                                                        | ۲۰۱۴        |              |
| ۳۰۷ | New 4 Eylül Stadium                      | ۲۵٬۰۰۰ | سیواس             | ترکیه            | باشگاه فوتبال سیواس‌اسپور                                                                               | 2016        | 4            |
| ۳۰۸ | Vivacom Arena - Georgi Asparuhov Stadium | ۲۵٬۰۰۰ | صوفیه             | بلغارستان        | باشگاه فوتبال لفسکی صوفیه                                                                              | ۱۹۶۳        |              |